# Rémilly (Moselle)

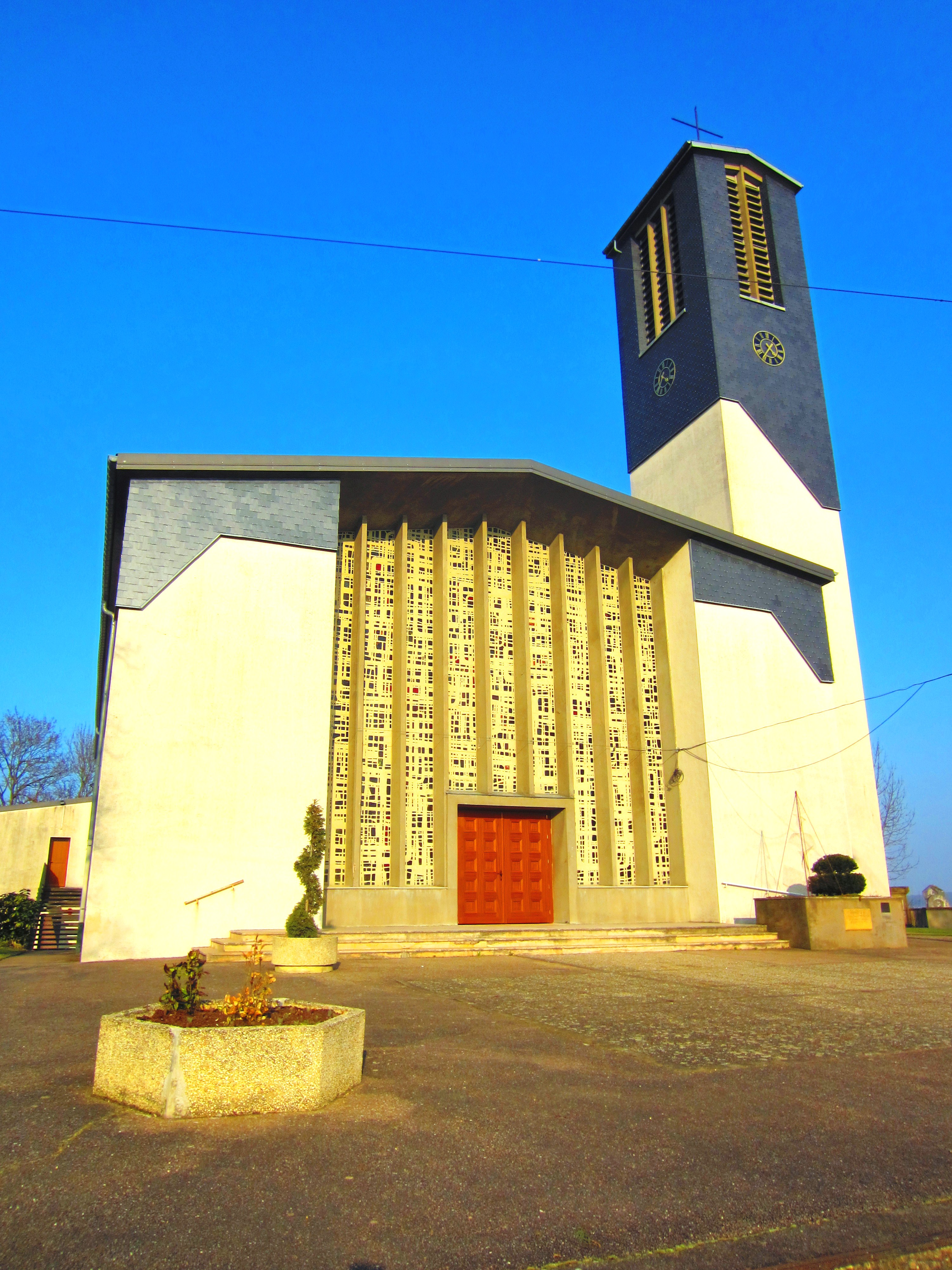
Kirche St. Martin

Rémilly (deutsch Remelach) ist eine französische Gemeinde mit 2050 Einwohnern (Stand 1. Januar 2022) im Département Moselle in der Region Grand Est (bis 2015 Lothringen).

## Geographie
Die Gemeinde Rémilly liegt an der linken Seite der Französischen Nied, 23 Kilometer südöstlich von Metz und neun Kilometer südöstlich von Pange.

## Geschichte
Der Ort wurde 840 erstmals als Romeliacum erwähnt, die deutsche Namensform ist 1331 als Rymloch und 1445 als Remelach belegt. Rémilly war königliche Villa der Karolinger;  Kaiser Lothar I. schenkte sie 840 dem Kloster St. Arnulf bei Metz, und diese Schenkung wurde 875 durch Ludwig den Deutschen bestätigt. Die Ortschaft gehörte später dem Bistum Metz.
Zwar lag Rémilly 1871 auf französischer Seite der historischen deutsch-französischen Sprachgrenze, doch durch den Frankfurter Frieden vom 10. Mai 1871 kam die Region an das deutsche Reichsland Elsaß-Lothringen, und das Dorf wurde dem Landkreis Metz im Bezirk Lothringen zugeordnet.
Nach dem Ersten Weltkrieg musste die Region aufgrund der Bestimmungen des Versailler Vertrags 1919 an Frankreich abgetreten werden und wurde Teil des Département Moselle. Im Zweiten Weltkrieg war Rémilly vom 16. Juni 1940 bis zum 11. November 1944 von den Deutschen besetzt, die einen Teil der Einwohner auswiesen und das CdZ-Gebiet Lothringen errichteten.
Von 1915 bis 1919 trug der Ort den amtlichen Namen Remelach.
Siehe auch: Jüdische Gemeinde Rémilly.

### Bevölkerungsentwicklung
| Jahr      | 1962 | 1968 | 1975 | 1982 | 1990 | 1999 | 2007 | 2019 |
| Einwohner | 1223 | 1423 | 1556 | 1666 | 1779 | 1810 | 2029 | 2006 |

## Verkehr
Rémilly hat einen Bahnhof an der Bahnstrecke Réding–Metz-Ville und wird von Zügen des Regionalverkehrs nach Metz und Sarrebourg bedient. Über die Forbacher Bahn besteht außerdem eine Verbindung nach Forbach.